# Dünserberg
Dünserberg település Ausztria legnyugatibb tartományának, Vorarlbergnek a Feldkirchi járásában található. Területe 5,55 km², lakosainak száma 143 fő, népsűrűsége pedig 26 fő/km² (2014. január 1-jén). A település 1270 méteres tengerszint feletti magasságban helyezkedik el. A település a legkisebb területű közigazgatási egység Vorarlberg tartományban. Területének 46 százalékát erdőség alkotja, 20 százaléka hegyvidék.
A település részei:
- Dünserberg
- Schnifnerberg

## Fordítás
- Ez a szócikk részben vagy egészben  a   Dünserberg című angol Wikipédia-szócikk ezen változatának fordításán alapul.  Az eredeti cikk szerkesztőit annak laptörténete sorolja fel. Ez a jelzés csupán a megfogalmazás eredetét és a szerzői jogokat jelzi, nem szolgál a cikkben szereplő információk forrásmegjelöléseként.